# Капур, Раджив
Раджив Капур (англ. Rajiv Kapoor, 25 августа 1962, Бомбей — 9 февраля 2021, Мумбаи) — индийский актёр, кинопродюсер, кинорежиссёр
.

## Биография
Раджив является младшим сыном Раджа Капура и Кришны Капур. Его дедушка — Притхвирадж Капур, два дяди — Шамми и Шаши и два брата — Рандхир и Риши — известные звёзды индийского кино.
В 1996 году дебютировал как режиссёр с фильмом «Книга любви», который провалился в прокате.
В 2001 году женился на архитекторе Аарти Сабхарвал, но пара развелась через 2 года.
Скончался 9 февраля 2021 года от инфаркта миокарда в возрасте 58 лет.

## Фильмография
- Ганг, твои воды замутились